# Andra slaget vid Laitasilta
Andra slaget vid Laitasilta var ett av slagen under Gustav III:s krig mellan Ryssland och Sverige. Det utkämpades i Nyslott den 9 oktober 1789.
Efterslaget vid Parkumäki den 21 juli 1789, där de ryska trupperna hade lidit ett nederlag, drog sig de ryska styrkorna tillbaka till Laitaatsalmi, som ligger väster om Nyslott. De ryska styrkorna grupperade sig på den östra stranden av sundet, medan de svenska styrkorna följde efter och ställde upp på den västra sidan.
Båda sidor befäste sina positioner, men det förekom få sammanstötningar. De ryska trupperna genomförde ett överraskningsanfall den 9 oktober 1789 med två båtar och landsteg från norr vid Haapavesi. De lyckades erövra en finländsk batteriställning. De ryska trupperna hade byggt en flyttbar bro som de sköt över sundet, vilket gjorde att de fick förstärkningar på den västra sidan. Till en början tvingades de svensk-finländska styrkorna att retirera, men efter att ha fått förstärkningar genomförde de ett motanfall och tvingade de ryska trupperna att dra sig tillbaka till den östra sidan av sundet efter hårda närstrider.
De ryska förlusterna i slaget uppgick till omkring 200 man. De svensk-finländska förlusterna var 14 döda och 33 sårade. Tre personer togs dessutom till fånga.
På den östra sidan av Laitaatsalmi, på en kulle söder om riksväg 14, finns en del av de ryska huvudbatterierna bevarade. Deras kanoner var skyddade av en jordvall som var cirka en meter hög och två meter bred. Under första världskriget genomfördes befästningsarbeten där man grävde ut delar av en stridsgrav bakom vallen.
I en vik på östra sidan av batteriet byggde de ryska trupperna kanonbåtar, och där fanns också deras kaj. Idag är viken nästan helt täckt av järnvägs- och vägvallar.
1975 restes ett minnesmärke på slagfältet, bara några kilometer från Nyslotts centrum, som föreställer ett 1700-tals kanonställning. Minnesskylten är placerad på platsen för de finländska huvudbatterierna mellan riksväg 14 och vägen som går mot Pihlajaniemi. Laitasiltas slagfält är ett skyddat fornminne.